# Guilvinec
Guilvinec (bret. Ar Gelveneg) – miejscowość i gmina we Francji, w regionie Bretania, w departamencie Finistère.
Według danych na rok 1990 gminę zamieszkiwało 3365 osób, a gęstość zaludnienia wynosiła 1368 osób/km² (wśród 1269 gmin Bretanii Guilvinec plasuje się na 150. miejscu pod względem liczby ludności, natomiast pod względem powierzchni na miejscu 1082.).
W Guilvinec urodził się biskup Taiohae o Tefenuaenata Louis-Bertrand Tirilly SSCC.